# Marion G. Müller
Marion G. Müller (* 20. Juli 1965 in Washington, D.C.) ist eine deutsch-US-amerikanische Politik- und Medienwissenschaftlerin sowie Professorin an der Universität Trier.

## Leben und Werk
Marion G. Müller wuchs in Karlsruhe auf und besuchte dort das Gymnasium bis zum Abitur. Nach dem Studium der Politischen Wissenschaft, Kunstgeschichte und Rechtswissenschaft an den Universitäten Heidelberg und Hamburg wurde sie 1995 an der Universität Hamburg im Rahmen des Graduiertenkollegs „Politische Ikonographie“ zum Thema „Politische Bildstrategien im amerikanischen Präsidentschaftswahlkampf“ promoviert.
Sie war von 2000 bis 2003 Wissenschaftliche Assistentin am Institut für Politische Wissenschaft der Universität Hamburg. Sie habilitierte sich 2005 mit der Schrift „Politische Liturgie der Parlamente: Ein Vergleich parlamentarischer Zeremonialstrukturen in Großbritannien, USA, Deutschland, Frankreich und der Europäischen Union“. Seit 2004 lehrt sie an der Jacobs University Bremen (bis 2007 International University Bremen), seit 2019 an der Universität Trier. In der Tradition von Martin Warnke und als dessen Schülerin lehrt, forscht und publiziert sie unter anderem auf dem Gebiet der Politischen Ikonographie.

## Schriften
- Politische Bildstrategien im amerikanischen Präsidentschaftswahlkampf 1828-1996. Akademie Verlag, Berlin 1997. ISBN 3-05-002989-7
- Kommunikation visuell. Das Bild als Forschungsgegenstand - Grundlagen und Perspektiven (mit Thomas Knieper). von Halem, Köln 2001
- Authentizität und Inszenierung von Bilderwelten (Hrsg. mit Thomas Knieper). von Halem, Köln 2003. ISBN 3-931606-49-X
- Grundlagen der visuellen Kommunikation. Theorieansätze und Methoden. UVK, Konstanz 2003. ISBN 3-8252-2414-7
- Grundlagen der Visuellen Kommunikation (mit Stephanie Geise). 2., völlig überarbeitete Auflage. UVK, Konstanz 2015. ISBN 978-3-8252-2414-1
- Empathic reactions to press photographs from the war in Ukraine. A Q-sort study (mit Katharina Christ). In: Frontiers to Political Science. 4:1042326 (2023).